# Troizkoje (Region Altai, Troizki)
Troizkoje (russisch Тро́ицкое) ist ein Dorf (selo) in der Region Altai (Russland) mit 10.033 Einwohnern (Stand 14. Oktober 2010).

## Geographie
Der Ort liegt etwa 70 km Luftlinie südöstlich des Regionsverwaltungszentrums Barnaul und 60 km nordwestlich von Bijsk am rechten Ob-Nebenfluss Bolschaja Retschka.
Troizkoje ist Verwaltungssitz des Rajons Troizki sowie Sitz und einzige Ortschaft der Landgemeinde Troizki selsowet.

## Geschichte
Das Dorf wurde 1914 im Zusammenhang mit dem Bau der im Folgejahr eröffneten Eisenbahnstrecke nach Bijsk gegründet, einem Abzweig von der gleichzeitig errichteten Strecke Nowonikolajewsk (heute Nowosibirsk) – Barnaul – Semipalatinsk (Semei), dem ersten Teilabschnitt der späteren Turksib.  Troizkoje entwickelte sich schnell und wurde bereits 1924 Zentrum eines Rajons.
1946 wurde der Status einer Siedlung städtischen Typs verliehen, 1991 wieder der einer ländlichen Siedlung (possjolok). Seit 2009 ist Troizkoje Dorf (selo).

### Bevölkerungsentwicklung
| Jahr | Einwohner |
| ---- | --------- |
| 1939 | 5.855     |
| 1959 | 10.182    |
| 1970 | 10.848    |
| 1979 | 11.106    |
| 1989 | 11.639    |
| 2002 | 10.973    |
| 2010 | 10.033    |

Anmerkung: Volkszählungsdaten

## Verkehr
In Troizkoje befindet sich der Bahnhof Bolschaja Retschka (Streckenkilometer 81) der Eisenbahnstrecke Nowoaltaisk (Altaiskaja) – Bijsk. Wenige Kilometer östlich verläuft die Fernstraße M52 Tschuiski trakt, die Nowosibirsk vorbei an Barnaul, über Bijsk und vorbei an der Hauptstadt der Republik Altai Gorno-Altaisk mit der mongolischen Grenze bei Taschanta verbindet.